# HD101696
HD101696 — хімічно пекулярна зоря спектрального класу F0, що має видиму зоряну величину в смузі V приблизно  6,9.
Вона  розташована на відстані близько 485,4 світлових років від Сонця.

## Фізичні характеристики
Телескоп Гіппаркос зареєстрував фотометричну змінність  даної зорі з періодом    0,14 доби в межах від  Hmin= 7,04 до  Hmax= 6,92.